# (43767) Permeke
Pour les articles homonymes, voir Permeke.
(43767) Permeke est un astéroïde de la ceinture principale.

## Description
(43767) Permeke est un astéroïde de la ceinture principale. Il fut découvert le 13 février 1988 à La Silla par Eric Walter Elst. Il présente une orbite caractérisée par un demi-grand axe de 2,97 UA, une excentricité de 0,16 et une inclinaison de 7,2° par rapport à l'écliptique.

## Compléments